# شتودلوف (ناحیه سویتاوی)
شتودلوف (به چکی: Študlov) یک منطقهٔ مسکونی در جمهوری چک است که در ناحیه سویتاوی واقع شده‌است. شتودلوف ۲٫۴ کیلومتر مربع مساحت و ۱۳۶ نفر جمعیت دارد و ۵۱۴ متر بالاتر از سطح دریا واقع شده‌است.